# Hapalomys
Hapalomys és un gènere de rosegadors de la família dels múrids. Les espècies d'aquest grup són oriündes del sud-est d'Àsia, des del sud de la Xina fins a la península de Malaca. Tenen una llargada de cap a gropa de 12–17 cm i una cua de 14–20 cm. El seu hàbitat natural són les selves tropicals. S'alimenten de brots, flors i fruita.